# Campsis
Campsis Lour. è un genere di piante appartenente alla famiglia delle Bignoniaceae, originario dell'America Settentrionale, della Cina e del Giappone.
Fra le specie più conosciute vi sono la Campsis radicans e la Campsis grandiflora.

## Descrizione
Comprende varie specie di arbusti rampicanti, a foglia caduca. Vengono utilizzati per ricoprire pareti, pergolati e recinzioni, cosa che riescono a fare con discreta rapidità grazie alle loro radici.

### Fiori
La fioritura, che veste colorazioni calde su toni di rosso, giallo e arancione, è solitamente abbondante e, a seconda della specie, può avvenire nel periodo che va da luglio a ottobre. I fiori sono caratterizzati da una corolla a forma di campana allungata con cinque petali arrotondati.

## Generi simili
Spesso viene confuso con altri generi appartenenti alla stessa famiglia, come  Tecoma e Bignonia. Da quest'ultimo si differenzia in particolar modo per l'assenza di viticci e la presenza di fiori pennati.